# Германская антарктическая экспедиция (1938—1939)

Эскиз памятной медали, вручавшейся участникам экспедиции в октябре 1939 года

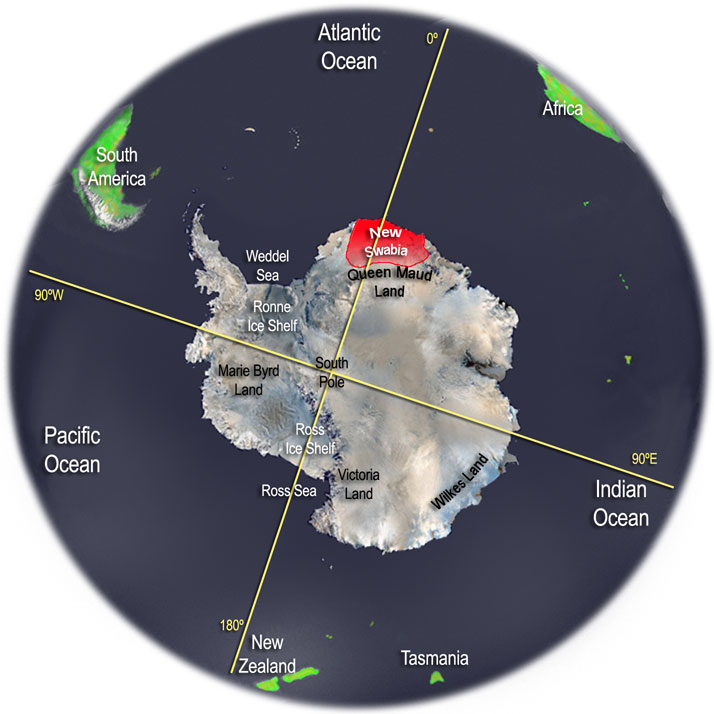
Карта Антарктиды. Красным цветом отмечена территория, обследованная самолётами Германской антарктической экспедиции 1938—1939 годов

Германская антарктическая экспедиция 1938—1939 годов официально считалась третьей антарктической экспедицией, снаряжённой в Германской империи. Её подготовка началась под руководством министр-советника Гельмута Вольтата по указанию Германа Геринга, ответственного за выполнение четырёхлетнего плана. Экспедиция преследовала в основном хозяйственные цели: обеспечить германскому китоловному флоту новые районы добычи и тем самым снизить так называемый «дефицит жиров», испытываемый Третьим рейхом, и соответственно сократить объём импорта технических и пищевых жиров, оплачиваемого из валютных резервов. Предполагалось, что антарктическая экспедиция заложит основы для последующего присвоения Германией определённого сектора Антарктиды, поэтому подготовительные работы велись со строгим соблюдением тайны. Экспедиция направлялась в район, ограниченный 20-м меридианом западной долготы и 20-м меридианом восточной долготы.

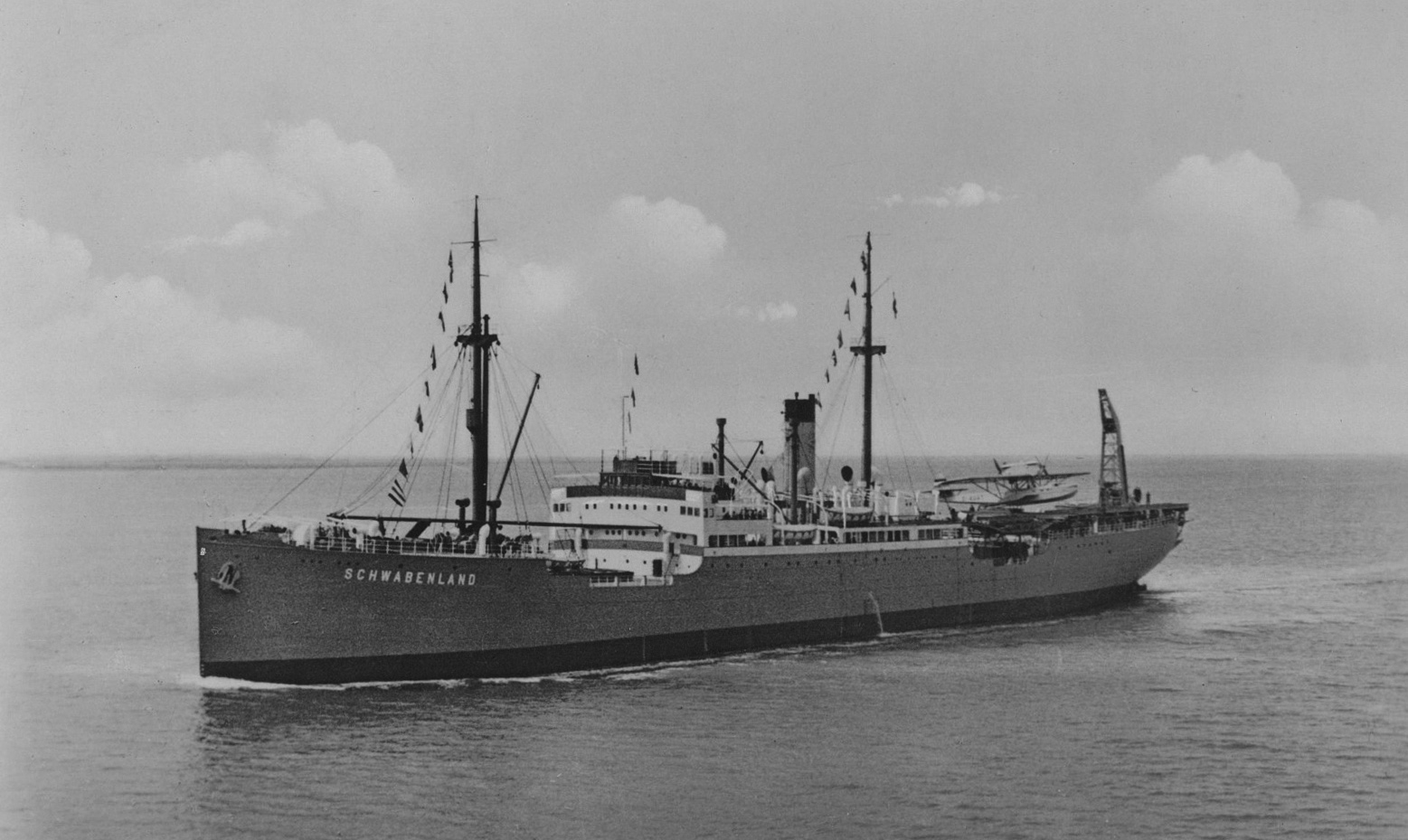
«Швабенланд», 1938

В июле 1938 года руководство антарктической экспедицией было возложено на капитана Альфреда Ричера. В течение считаных месяцев удалось собрать и оснастить экспедицию, целью которой помимо сбора топографических сведений для германского китоловного флота были научные исследования побережья Антарктиды с точки зрения биологии, метеорологии, океанологии и геомагнетизма, а также разведка неизвестных внутренних территорий Антарктиды с помощью аэросъёмок. Ввиду сжатых сроков подготовки экспедиции Ричер мог рассчитывать только на суда и самолёты, имевшиеся в наличии у Deutsche Lufthansa для обслуживания трансатлантических перелётов. После спешного переоборудования грузового судна «Швабенланд» и двух гидросамолётов типа «летающая лодка» Dornier Do 16 с названиями «Борей» и «Пассат», экспедиция покинула порт Гамбурга 17 декабря 1938 года.
Германская антарктическая экспедиция достигла места проведения работ у Берега Принцессы Марты 19 января 1939 года. В ходе семи разведывательных полётов с 20 января по 5 февраля 1939 года камерами маршрутной аэрофотосъёмки была отснята территория площадью около 350 тыс. кв. км. с соответствующей фотограмметрической информацией. На внутренних территориях были обнаружены неизвестные горные районы, свободные ото льда. В точках разворота на границах авиаполигонов были сброшены металлические стрелы с государственными символами в обоснование германских претензий на территорию. В ходе восьми дополнительных «специальных» полётов, в которых принимал участие и Ричер, производилась аэросъёмка особо интересующих районов, в том числе на цветную плёнку. На борту «Швабенланда» и на морском льду побережья проводились биологические исследования. Оснащение экспедиции не позволило провести ни лыжных походов на шельфовый ледник, ни совершить посадку летающих лодок в горном районе. Таким образом, разведка велась так, что ни один член экспедиции не высаживался в Антарктиде.
Обследованный район Антарктиды между 10° западной и 15° восточной долготы руководство экспедицией назвало Новой Швабией. Супруга заместителя руководителя экспедиции Эрнста Геррмана проговорилась о германской антарктической экспедиции норвежскому геологу Адольфу Хоэлю, таким образом правительство Норвегии получило информацию о деятельности немцев в этой части Антарктики и 14 января 1939 года объявило весь сектор между 20° западной и 45° восточной долготы Землёй Королевы Мод и территорией Норвегии, не определяя её южные границы.
Экспедиция покинула берег Антарктиды 6 февраля 1939 года и на обратном пути провела океанографические исследования в окрестностях острова Буве и Фернанду-ди-Норонья. По настоянию Верховного командования кригсмарине члены экспедиции 18 марта совершили высадку на бразильский остров Триндади, чтобы уточнить, смогут ли там подводные лодки скрытно пополнять свои запасы чистой воды и продовольствия. Высадившаяся команда потерпела в небольшой островной бухте крушение и была спасена после карабканья по скалам. Поскольку высадка проходила в строжайшей тайне, в печатной версии отчёта Ричера об этом инциденте не упоминается. Общественность в Германии ничего не знала о готовившейся в тайне экспедиции. На обратном пути из Кейптауна по телеграфу был передан первый отчёт на имя Гельмута Вольтата, 6 марта было опубликовано сообщение для прессы. 11 апреля 1939 года «Швабенланд» пришвартовался в гамбургском порту.
К 1942 году геодезист Отто фон Грубер подготовил подробные топографические карты восточной части Новой Швабии в масштабе 1:50 000 и сводную карту Новой Швабии. Среди открытий были, например, горы Крауля, названные в честь ледового лоцмана экспедиции Отто Крауля. Обработка научных данных по западной Новой Швабии была прервана из-за войны, и большая часть из 11 600 аэрофотоснимков были утрачены. Помимо иллюстраций и карт, опубликованных Ричером, сохранилось лишь 1100 аэроснимков, которые были обнаружены и обработаны лишь в 1982 году. Данные биологических, геофизических, метеорологических исследований были опубликованы уже только после войны в 1954—1958 годах. По словам капитана Ричера, он уже готовил новую экспедицию с использованием более лёгких самолётов на полозьях, которая так и не состоялась из-за начавшейся войны.